# 정글 대탐험
정글 대탐험 또는 정글 정션(Jungle Junction)은 트레버 리케츠(Trevor Ricketts)가 제작한 CGI 대화형 컴퓨터 애니메이션 어린이 TV 시리즈이다. 미국에서는 원래 미취학 아동을 대상으로 한 플레이하우스 디즈니 일일 블록의 일부였다. 2011년 2월 14일에 디즈니 주니어 블록으로 옮겨져 플레이하우스 디즈니를 대체했다. 27개의 에피소드로 구성된 두 번째 시즌은 디즈니의 주문으로 2011년 4월 2일에 첫 방송되었다. 총 47개의 에피소드가 제작되었다. 이 쇼는 동물적인 차량 그룹과 그들의 모험에 중점을 둔다.
미국과 네덜란드, 영국, 아일랜드, 포르투갈, 스페인, 터키 및 대부분의 아시아 지역에서 디즈니 주니어를 통해 방영되었다. 애니메이션 회사인 스파이더 아이 프로덕션(Spider Eye Productions)이 영국에서 제작했다.